# Gelbschnabeltaucher

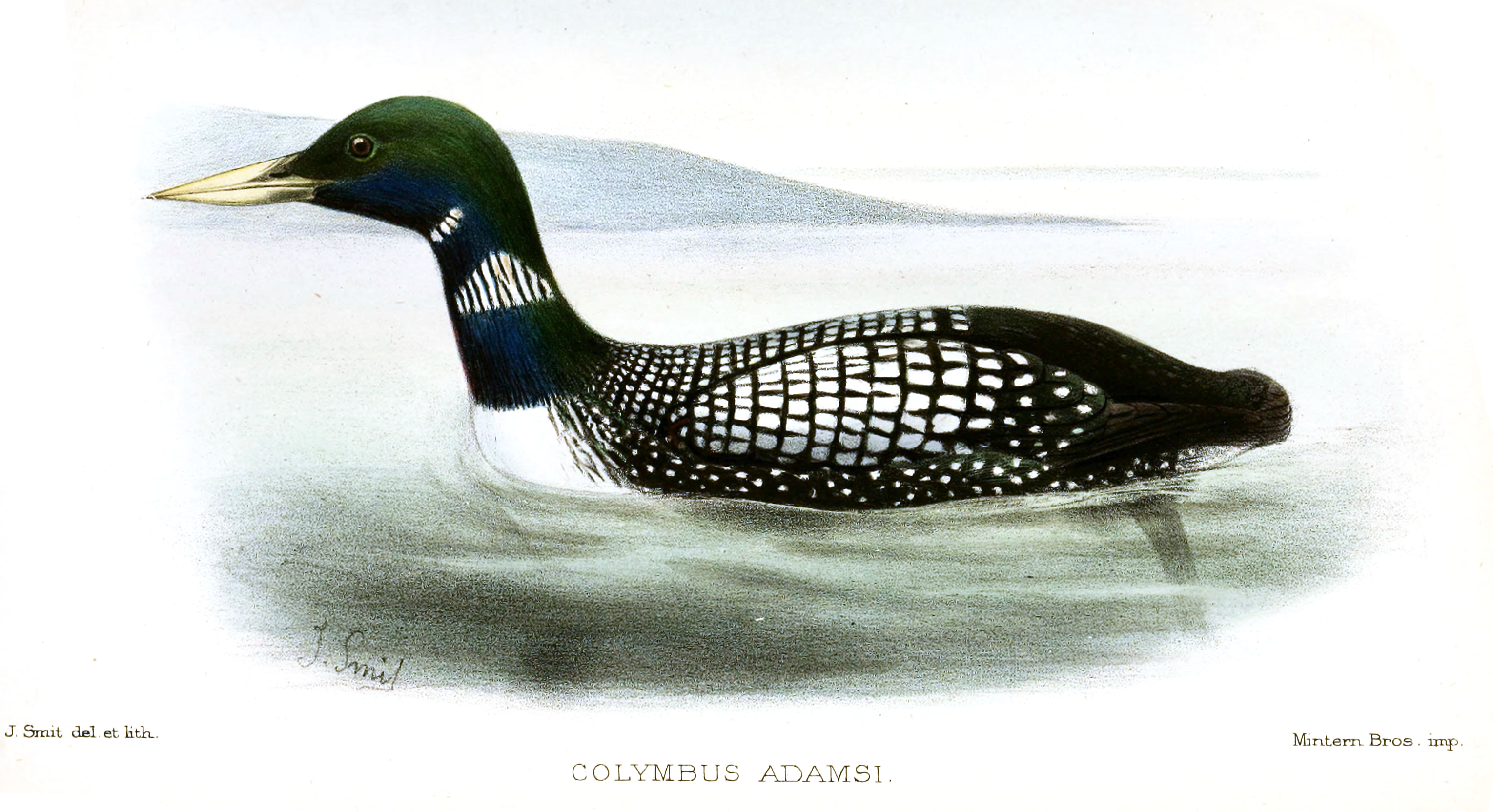
Zeichnung des Gelbschnabeltauchers im Prachtkleid

Der Gelbschnabeltaucher oder Gelbschnabel-Eistaucher (Gavia adamsii) ist eine Vogelart aus der Gattung der Seetaucher (Gavia). Die Art brütet in der küstennahen Tundra Russlands und Nordamerikas und überwintert an nördlichen Küsten. Der Gelbschnabeltaucher kann ausnahmsweise auch in Mitteleuropa beobachtet werden, vor allem im Winter an den Küsten von Nord- und Ostsee.

## Beschreibung
Der Gelbschnabeltaucher ist die größte Art der Gattung Gavia. Er erreicht eine Körperlänge von 77–90 cm und eine Spannweite von 135–150 cm. Die Tiere wiegen nach den wenigen bisher vorliegenden Daten 3,7–6,4 kg und sind damit deutlich schwerer als eine Graugans.
Im Prachtkleid ist die Art unverwechselbar. Grundfarbe der gesamten Oberseite und von Kopf und Hals ist schwarz. Der obere Rücken zeigt dichte Reihen großer weißer Vierecke, der hintere Rücken und die Flanken zeigen feine weiße Punktreihen. Der Hals hat an den Seiten ein querovales Feld aus weißen Längslinien, an der Kehle befindet sich eine schmale Linie aus weißen Punkten. Brust, Bauch und die Unterflügeldecken sind rein weiß.
Namensgebend ist der große, hellgelbe oder elfenbeinfarbene und leicht aufgeworfene Schnabel, der beim Schwimmen durch eine entsprechende Kopfhaltung meist leicht schräg nach oben ragt. Die Beine und die Füße sind grau. Die Iris ist weinrot.
Im Schlichtkleid ist die gesamte Oberseite dunkelgrau, häufig sind jedoch noch weiß gesprenkelte Flügeldecken vorhanden. Kopf und Hinterhals sind schmutzig hell graubraun, die dunkle Färbung geht nach vorn an Kehle und Hals in weiß über. Um das Auge befindet sich ein recht großer weißer Bereich. Der Schnabel ist blassgrau, an der Basis und dort vor allem auf dem First dunkler. Die Stirn ist steil aufgeworfen.
Das Jugendkleid ähnelt sehr dem Schlichtkleid, die Vögel sind jedoch insgesamt oberseits mehr gelbbraun, die Konturfedern der Oberseite und der Flanken sind außerdem hell gerandet und zeigen dadurch eine saubere Wellenzeichnung. Der Schnabel ist oft noch nicht ganz ausgewachsen und blassgrau bis hellgelb.

## Lautäußerungen
Die Flugrufe ähneln wie die anderer Seetaucher denen von Gänsen. Die Revierrufe sind weittragend jodelnd oder heulend. Warnlaut ist ein tiefes Lachen.

## Verbreitung und Lebensraum

Verbreitung des Gelbschnabeltauchers

Das Verbreitungsgebiet der Art umfasst die küstennahe Tundra Russlands und Nordamerikas. Das russische Areal reicht von der Murmanküste nach Osten bis zur Tschuktschenhalbinsel. In Nordamerika kommt die Art im zentralen nördlichen Kanada sowie an der Nordküste Alaskas vor. Zur Brutzeit bewohnt die Art Binnengewässer in den Niederungen.

## Ernährung
Die Nahrung wird tauchend erjagt und besteht überwiegend aus Fischen, daneben werden Frösche, Krebstiere und Weichtiere erbeutet. Der Kot wird am Ufer ablegt.

## Fortpflanzung
Die Paare des Gelbschnabeltauchers leben über lange Zeiträume monogam, wie dies auch bei anderen Seetaucher der Fall ist. Die Nester werden am Gewässerufer gebaut und bestehen meist nur aus einer Bodenmulde, die manchmal auch mit Pflanzenteilen ausgelegt wird. Kopulation geschieht auf dem Ufer, ohne Balzverhalten bis auf gegenseitiges Schnabeleintauchen. Die Eiablage erfolgt Mitte Juni bis Mitte Juli. Das Gelege besteht im Normalfall aus zwei Eiern. Die Brutzeit dauert mindestens 27 Tage; die Eier werden von beiden Eltern bebrütet und die Küken dann auch gemeinsam geführt. Wird nicht genügend gefüttert, kämpfen die Jungen intensiv, oft überlebt nur eins.

## Wanderungen
Gelbschnabeltaucher sind offenbar überwiegend Mittel- bis Kurzstreckenzieher. Der Abzug aus dem Brutgebiet wird eingeleitet, wenn die Jungen flugfähig sind, etwa drei Monate nach der Ankunft. Erste Überwinterer werden schon im Oktober beobachtet. Die russischen Vögel überwintern zum einen an der nördlichen asiatischen Pazifikküste, zum anderen vor der Küste Norwegens, aber offenbar auch regelmäßig in der nördlichen Ostsee. Die Populationen Nordamerikas überwintern vor der amerikanischen Pazifikküste vom südlichen Alaska bis zum mittleren Kalifornien. Die Rückkehr in die Brutgebiete erfolgt ab Mitte Mai. Die Art wird in Mitteleuropa sehr selten von Oktober bis April nachgewiesen, vor allem an den Küsten von Nord- und Ostsee und nur ausnahmsweise im Binnenland auf größeren Seen.

## Bestand und Gefährdung
Die IUCN stuft den Gelbschnabeltaucher seit 2010 als in einem geringen Maße gefährdet ein. Sowohl in weiten Teilen des Brut- als auch des Überwinterungsgebietes wird Öl gefördert. Ölunfälle können daher negative Bestandseinflüsse haben. Das gilt vor allem für die Population in Alaska, wo 90 Prozent des Bestands in einer Region brütet, die für den Abbau von Öl- und Gasvorräten vorgesehen ist.
Der Gelbschnabeltaucher wird auch von der indigenen Bevölkerung in seinem Verbreitungsgebiet gejagt. Es gibt unterschiedliche Einschätzungen darüber, inwieweit diese Jagd eine Bedrohung für diese Art darstellt.

## Etymologie und Forschungsgeschichte
Die Erstbeschreibung des Gelbschnabeltauchers erfolgte 1859 durch George Robert Gray unter dem Namen Colymbus adamsii. Das Typusexemplar stammte aus Russisch-Amerika und wurde während einer Forschungsreise der H. M. S. Enterprise unter dem Kommando von Richard Collinson zur Beringstraße gesammelt. Bereits 1788 führte Johann Reinhold Forster die neue Gattung Gavia ein. Dieser Begriff leitet sich von „einem unbekannten Seevogel ab, der zwischen Felsen brütet“  ab. Der Artname »adamsii« ist Edward Adams (1824–1856) gewidmet, der als Schiffschirurg an Bord der H. M. S. Enterprise wunderschöne Vogelbilder gezeichnet haben soll.

## Einzelbelege
1. ↑   IUCN-Seite zum Gelbschnabeltaucher, aufgerufen am 26. Mai 2013.
2. ↑   IUCN-Seite zum Gelbschnabeltaucher, aufgerufen am 26. Mai 2013.
3. 1 2  George Robert Gray (1859), S. 167.
4. ↑  Johann Reinhold Forster (1788), S. 38.
5. ↑  Gavia The Key to Scientific Names Edited by James A. Jobling